# Männikjärv
Männikjärv är en sjö i Estland.   Den ligger i landskapet Jõgevamaa, i den centrala delen av landet, 110 km sydost om huvudstaden Tallinn. Männikjärv ligger 80 meter över havet. Arean är 0,16 kvadratkilometer. I omgivningarna runt Männikjärv växer i huvudsak blandskog.